# 調教你處男
《不要见怪》（英語：No Hard Feelings）是一部2023年美國性喜劇電影，由吉恩·斯圖普尼茲基執導，約翰·菲利普斯和吉恩·斯圖普尼茲基共同編劇，主演包括珍妮佛·勞倫斯、安德魯·費爾德曼、蘿拉·班南蒂、娜塔莉·摩拉利斯和馬修·柏德瑞克。劇情講述一名女子接下了一份有趣的工作：幫助一對富裕夫婦的內向兒子在上大學前的夏天「成為男人」。
該項目於2021年10月宣布，當時索尼影視發行與哥倫比亞影業在和蘋果原創電影、Netflix、環球影業的競標中勝出，取得了本片的發行權。主要演員陣容於2022年9月至10月間加入劇組。電影於2022年9月底開始在紐約都會區的拿騷縣等多處地點拍攝，並於同年11月殺青。
《不要见怪》於2023年6月23日在美國由索尼影視發行上映，獲得影評人普遍好評，以4500萬美元的成本在全球取得超過8700萬美元的票房。珍妮佛·勞倫斯憑此片獲得第81屆金球獎最佳音樂及喜劇類電影女主角提名，並榮獲第49屆全美民選獎年度喜劇電影明星獎（英語：Comedy Movie Star of the Year）。該片還入圍第29屆評論家選擇獎最佳喜劇電影獎。

## 劇情
32歲的梅狄·巴克（Maddie Barker，珍妮佛·勞倫斯飾）是住在紐約州蒙托克的Uber司機兼酒吧調酒師。由於無力繳納母親遺留下來的房產稅，她的車子被拖走，甚至面臨破產。為了保住房子，梅狄接受了一則克雷格列表上的特殊招聘廣告。一對富有的夫婦萊爾德與艾莉森·貝克（Laird and Alison Becker，馬修·柏德瑞克和蘿拉·班南蒂飾）希望希望她與他們19歲的兒子派西（Percy，安德魯·費爾德曼飾）約會並發生性關係，條件是贈送她一輛別克君威。他們希望藉此提升派西的自信，幫助這個內向、不善交際的男孩在進入普林斯頓大學之前變得更成熟。
梅狄試圖在派西工作的動物收容所誘惑他。然而，當她提議要載他回家時，派西誤以為她意圖綁架，於是用胡椒噴霧攻擊她。儘管初次見面不順利，兩人仍約定第二天一起約會。當晚，他們在酒吧見面，隨後到海灘裸泳。在水中時，一群喝醉的青少年偷走了他們的衣服。全裸的梅狄將這群人狠狠揍了一頓，這舉動嚇壞了派西，他拒絕與她發生性關係。當梅狄試圖帶著他的衣服離開時，派西全裸跳上她的車，兩人一起逃過了警察的追捕。隨後，他們嘗試發生性關係，但因為派西因焦慮產生皮膚過敏而作罷，梅狄只能在一旁照顧他。
隨著梅狄與派西繼續約會，他們更深入了解彼此並建立了友誼。兩人透露自己都沒有參加過畢業舞會，於是模擬了一場舞會，去了一家高級餐廳，派西還在那裡彈奏鋼琴。後來派西遇見了熟人娜塔莉（Natalie，艾蜜莉雅·優飾），並受邀參加一場派對。在派對上，派西因喝酒後服用布洛芬而昏倒。當梅狄找到他時，發現他與娜塔莉同床，但實際上兩人什麼都沒發生。離開派對後，派西向梅狄表白愛意。
第二天，派西告訴父母，他決定留在蒙托克與梅狄在一起，而非前往普林斯頓。萊爾德與艾莉森於是再次向梅狄提出交易，只要她勸說派西去普林斯頓，車子就屬於她。不料，派西無意間聽到這筆交易，並在晚餐上當眾揭露此事。憤怒之下，派西將別克自撞大樹，重創車子。回來後，派西試圖與梅狄發生性關係，但在前戲中早洩，深感被背叛的派西結束了兩人的關係。
梅狄接受現實，開著受損的車決心償還債務。整個夏天，她努力工作，最終存夠錢保住房子並修好了車。然而，好友吉姆（Jim，史考特·麥克阿瑟飾）與薩拉（Sara，娜塔莉·摩拉利斯飾）因房價過高決定搬到佛羅里達，並問梅狄是否留在蒙托克只是為了懷念母親。
在反思自己的生活後，梅狄在普林斯頓的新生聚會中與派西重逢，並向他道歉。不過，派西依然不相信她，開始開車離去，梅狄則跳上他的車蓋阻止他。派西因視線受阻，將車開進海裡。車被拖走後，兩人和解並約定保持朋友關係。梅狄決定將房子賣給吉姆和薩拉，並搬到加州追求衝浪的熱情。
最後，梅狄載著派西去普林斯頓，而自己則啟程前往加州。

## 演員
- 珍妮佛·勞倫斯飾演梅狄
- 安德魯·費爾德曼（英语：Andrew Barth Feldman）飾演派西
- 馬修·柏德瑞克飾演萊爾德，派西的父親
- 蘿拉·班南蒂飾演艾莉森（Allison），派西的母親
- 娜塔莉·摩拉利斯（英语：Natalie Morales (actress)）飾演莎拉（Sarah）
- 史考特·麥克阿瑟（英语：Scott MacArthur）飾演吉姆
- 艾邦·摩斯-貝克許飾演蓋瑞（Gary）
- 哈桑·明哈傑（英语：Hasan Minhaj）飾演道格（Doug）
- 凱爾·穆尼（英语：Kyle Mooney）飾演喬迪（Jody）

## 製作
2021年10月，宣布索尼影業獲得了一部由珍妮佛·勞倫斯製片兼主演、吉恩·斯圖普尼茲基執導的限制級喜劇片的發行權。2022年9月，安德魯·費爾德曼簽約出演男主角，而馬修·柏德瑞克和蘿拉·班南蒂出演費爾德曼的角色的父母。同月，艾邦·摩斯·貝克許參演。2022年10月，娜塔莉·摩拉利斯和史考特·麥克阿瑟參演。

### 拍攝
主體拍攝於2022年9月底在紐約拿索郡的多個地點展開，包括亨普斯特德、瞭望角、勞倫斯和尤寧戴爾。位於瞭望角的泰德釣魚站（Ted's Fishing Station）被布置成蒙托克東碼頭（Montauk Dock East）的模樣。一個月後，劇組在位於華盛頓港 (紐約州)的美國北岸動物聯盟拍攝了部分場景。《不要见怪》的拍攝於同年11月正式結束。

### 配樂
麥可·唐納和潔西卡·蘿絲·魏斯（Jessica Rose Weiss）為電影配樂。

#### 曲目表
| 《不要见怪（電影原聲帶）》 曲目表 | 《不要见怪（電影原聲帶）》 曲目表                      | 《不要见怪（電影原聲帶）》 曲目表 |
| 曲序                              | 曲目                                                   | 时长                              |
| --------------------------------- | ------------------------------------------------------ | --------------------------------- |
| 1.                                | 我無法決定（I Just Can't Decide）                      | 2:11                              |
| 2.                                | 領養一隻狗（Adopt a Dog）                              | 0:46                              |
| 3.                                | 繼續划槳（Keep Paddling）                              | 4:14                              |
| 4.                                | 上來吧（Come On Up）                                   | 0:40                              |
| 5.                                | 猜猜我們在做什麼（Guess We're Doin' This）             | 1:06                              |
| 6.                                | 那就是微笑（There's That Smile）                       | 1:42                              |
| 7.                                | 瘦身（Skinny）                                         | 1:20                              |
| 8.                                | 噬男魔（Maneater，安德魯·巴特·費爾德曼演唱）           | 2:48                              |
| 9.                                | 沒有人再做愛了嗎？（Doesn't Anyone Fuck Anymore?）     | 0:56                              |
| 10.                               | 終於要去畢業舞會了（Finally Going to Prom）            | 1:33                              |
| 11.                               | 我依然愛你（I Still Love You）                         | 0:54                              |
| 12.                               | 請離開（I'd Like to Leave Please）                     | 1:17                              |
| 13.                               | 她會學會的（That'll Teach Her）                        | 0:57                              |
| 14.                               | 我不必跟他上床？（I Don't Have to Have Sex With Him?） | 0:41                              |
| 15.                               | 有什麼是真的嗎？（Was Any of It Real?）                | 1:32                              |
| 16.                               | 別太興奮（Don't Get Too Excited）                      | 1:53                              |
| 17.                               | 你有一個富爸爸（You Have a Rich Dad）                  | 0:43                              |
| 18.                               | 離開引擎蓋（Get Off the Hood）                         | 1:20                              |
| 19.                               | 只需要一點點愛（Just Needed a Little Love）            | 1:46                              |
| 20.                               | 回到起點（Back to the Start，凱瑞·布洛特斯演唱）       | 3:27                              |
| 总时长：                          | 总时长：                                               | 31:46                             |

## 發行

### 院線
由索尼影視娛樂排定於2023年6月23日美國上映。此前上映日曾定於2023年6月16日。

### 家庭媒體
該片於2023年8月15日以數位格式發行，並於兩週後推出DVD和藍光版本。

### 行銷宣傳
宣傳活動於2023年3月6日展開，當天釋出了帶有「需要一輛車嗎？和我們的兒子『約會』」的廣告標語，這些噱頭式廣告出現在全美各地的廣告牌、報刊亭以及Instagram、Reddit和Facebook等社交平台上。該片的首支預告片於2023年3月9日公開，內容直接呼應了這些廣告標語。2023年4月24日，官方釋出了一張有珍妮佛·勞倫斯和安德魯·費爾德曼兩位主演的電影海報。流行文化媒體PopSugar指出，海報上方分別標註的「迷人」（pretty）與「尷尬」（awkward），呈現了電影中心衝突的對立設定。

## 迴響

### 票房
《不要见怪》在美國和加拿大票房收入為5050萬美元，其他地區收入為3680萬美元，全球總票房達到8730萬美元。
在美國和加拿大，《不要见怪》與同期推出，首週末預計從3208家影院獲得約1200萬美元的票房。首日票房收入625萬美元，其中包括周四晚間提前場的215萬美元。最終該片首週末略超預期，以1500萬美元的成績首映，位居第四。第二個週末，《不要见怪》收入790萬美元，並在為期五天的美國獨立日假期期間累計獲得1130萬美元。票房僅下跌48%，被認為在後疫情時代的市場中表現相當穩定。第三個週末，該片收入540萬美元，排名第五。
2023年10月22日，《不要见怪》在Netflix上線，成為平台上的一部商業成功之作。根據尼爾森數據，該片在10月23日至29日成為當週最受觀眾歡迎的串流作品，播放時長達11億分鐘，是該週唯一播放時長超過10億分鐘的作品。觀眾群體涵蓋廣泛，18至64歲年齡層分布均勻，其中西語裔和非裔美國觀眾占觀影人數的30%。

### 評價
爛番茄根據226條評論，本片得到新鮮度70%，均分6.1／10，觀眾的好評度為87%，均分4.3／5。在Metacritic上根據50條評論而獲得59分。

## 外部連結
- 官方网站
- 互联网电影数据库（IMDb）上《調教你處男》的资料（英文）
- Box Office Mojo上《調教你處男》的资料（英文）
- 爛番茄上《調教你處男》的資料（英文）
- Metacritic上《調教你處男》的資料（英文）
- AllMovie上《調教你處男》的资料（英文）
- 開眼電影網上《調教你處男》的資料（繁體中文）
- 豆瓣电影上《調教你處男》的資料 （简体中文）